# Редько Олександр Юрійович
Редько Олександр Юрійович — професор кафедри фінансів, банківської справи та страхування, доктор економічних наук, професор, академік НАСОА, радник ректора.

## Освіта
Має дві вищі освіти: з бухгалтерського обліку та права. 1972 року закінчив Київський торговельно-економічний інститут за фахом «Бухгалтерський облік», 1999 року — коледж «Бакаляр» за фахом «Правознавство». Кандидат економічних наук (1982 р.) доцент (1992 р.), доктор економічних наук (2009 р.), професор (2014 р.).

## Праця
Засновник Наукової школи аудиту НАСОА, учнями якої є доктори економічних наук Каменська Т.О, Проскуріна Н.М, Сурніна К.С, Дмитренко І. М. ряд кандидатів економічних наук. Є науковим консультантом та керівником докторантів та аспірантів за фахом 08.00.09. Декілька разів стажувався та вивчав досвід організації аудиту у США та Великобританії.
Понад 12 років був членом Аудиторської палати України та віце-президентом Спілки аудиторів України. Президент ВГПО «Гільдія професійних внутрішніх аудиторів України».
Сертифікований практикуючий аудитор (сертифікат АПУ), сертифікований внутрішній професійний аудитор (сертифікат ГПВАУ), сертифікований професійний фінансовий менеджер (сертифікат IPFM).
Професор Олександр Редько є автором 2 підручників з аудиту, 5 навчальних посібників та близько 200 публікацій з проблематики теорії та практики контролю, аудиту, внутрішнього аудиту.